# Yvonne Baseden
Yvonne Baseden, née le 20 janvier 1922 dans le 15e arrondissement de Paris et morte le 28 octobre 2017, est une espionne française.
Elle fut une agente secrète, officier du Special Operations Executive, le service secret britannique pendant la Seconde Guerre mondiale.

## Biographie

### Premières années
Yvonne Baseden naît dans le XVe arrondissement de Paris le 20 janvier 1922. Après sa naissance, ses parents nomadisent par toute l’Europe (France, Belgique, Hollande, Italie, Espagne). Bilingue anglais-français, Yvonne a de bonnes notions d’autres langues. En 1937, la famille s’installe à Londres. En 1938, Yvonne quitte l’école pour la cueillette des pommes dans le Bedfordshire. En 1939, elle trouve un emploi de sténo-dactylo à Southampton.

### Women's Auxiliary Air Force
Le 4 septembre 1940, Yvonne s’engage à l'âge de 18 ans dans la Women's Auxiliary Air Force, comme employée de bureau. Elle devient officier le 8 décembre 1941, au grade de sous-lieutenant ou Assistant Section Officer (ASO). Elle est promue un an plus tard, le 1er octobre 1942, au grade de Section Officer.
Elle est mutée au service de renseignement de la Royal Air Force, qui l’emploie aux interrogatoires d’aviateurs et de sous-mariniers allemands. Dans l’exercice de cette fonction, elle est signalée au SOE.

### Special Operations Executive
Le 24 mai 1943, la Section Officer (lieutenant) Baseden est affectée au SOE. Comme beaucoup de femmes venant de la WAAF, elle y reçoit une formation d’opérateur radio.
Dans la nuit du 18 au 19 mars 1944, accompagnée de Gonzague de Saint-Geniès, dont le nom de code est « Lucien », elle est parachutée à Herré (Landes), à 40 km à l'ouest de Condom (Gers). La mission, nom de code SCHOLAR, est de redresser le circuit DIRECTOR du SOE et de fédérer les maquis du Jura. Le lieutenant Baseden a notamment pour tâche d'être l'opérateur radio de « Lucien ».
Les deux agents parviennent séparément à Dole. « Lucien » conseille Charles Allouin qui assure l'intérim de la direction du réseau, avec des contacts dans plusieurs départements, mais surtout, dans le Jura, autour de Dole, de petits groupes de résistants ou de maquisards, dix à vingt hommes, qu'il s'agit d'armer sous la houlette de Radio-Patrie, couverture locale du SOE.
Après la guerre, Yvonne écrira :
« Nous avons travaillé ensemble, la plupart du temps, parce que c’était plus pratique en ce qui concerne les transmissions. Toutes les questions concernant les opérations étaient discutées avec moi… La seule affaire que j’entends mal et que LUCIEN manipulait seul était le côté financier du travail… En me tenant informée de toutes les décisions, il espérait qu’au cas où n’importe quoi lui arriverait, je serais capable de continuer seule sur le terrain. » [réf. nécessaire]

### Arrestation
Le 26 juin 1944, l'état-major du circuit SCHOLAR est réuni dans une fromagerie de Dole, la Maison Graff (dite Maison des Orphelins), pour fêter le parachutage massif d’armement qui a eu lieu la veille à Lays-sur-le-Doubs (opération Zebra). Les convives s'attardent. Il y a des barrages en travers du chemin de leur prochain rendez-vous. Un jeune maquisard capturé, non loin de là, portant la valise-radio d'Odette, par un véhicule de Feldgendarmes, donne l'adresse du refuge, pensant que ses chefs l'ont déjà quitté comme prévu. Devant le bâtiment, les Feldgendarmes trouvent plusieurs bicyclettes neuves. À l'intérieur, l’épouse du gardien et une tablée de nombreux couverts. Plusieurs soldats sont alors postés dans l'immense maison. À la nuit tombante, le garde du grenier entend un bruit. Il tire dans le plafond. Une tache de sang apparaît. Il appelle ses camarades. Une grenade est lancée dans le double toit. Blessé, Saint-Geniès s’empoisonne. Yvonne et presque tous les autres sont battus et menottés deux à deux, moribonds compris. Seul Frédéric Mayor (gardien de la fromagerie) caché dans la cave échappe au coup de filet.

### Captivité
Le lieutenant Baseden, sous le nom de « Jeanne Bernier » présent sur les faux papiers qu'elle a sur elle, est conduite à la Feldgendarmerie de Dole. Les enquêteurs ne savent pas qui elle est. Aucun de ses compagnons ne la trahit. Elle joue la belle idiote. Un soudard lui écrase les pieds à coups de brodequins. Fin juin, transférée à Dijon et gardée au secret, elle est soumise à un simulacre d’exécution. Le 25 août 1944, elle est déportée à la prison de Sarrebruck. Le 4 septembre 1944, toujours anonyme, elle est envoyée au camp de Ravensbrück. Elle racontera plus tard :
« Les Allemands ne savaient pas que j’étais un agent. J’avais juste été raflée avec un tas d’autres et je n’avais sur moi ni documents ni rien du tout. Le fait qu’il n’y ait eu aucun document m’a sauvé la vie. » [réf. nécessaire]
Fin février 1945, épuisée, elle est admise au Revier (infirmerie). Quatre agentes du SOE identifiées en tant que telles lors de leur arrestation sont exécutées au camp pendant cette période : Violette Szabo, Denise Bloch, Lilian Rolfe et Cecily Lefort. Le 25 avril 1945, Jeanne Bernier est remise à la Croix-Rouge suédoise, dans le cadre des accords Himmler-Bernadotte qui sauvent la vie de centaines de détenues.

## Reconnaissance

### Distinctions
Rubans des décorations
| Member of the Order of the British Empire | 1939-45 Star        | France and Germany Star                         |
| Defence Medal 1939-45                     | War Medal 1939-1945 | Légion d'honneur (Chevalier)                    |
| Croix de guerre 1939-1945 avec palme      | Croix du combattant | Croix du combattant volontaire de la Résistance |

Yvonne Baseden a reçu les distinctions suivantes :
- France : Chevalier de la Légion d'honneur[7], Croix de guerre 1939-1945[7], Croix du combattant[8], Croix du combattant volontaire de la Résistance[8]
- Royaume-Uni : Member of the British Empire à titre militaire, le 1er février 1946. Homologation: London Gazette du 29 janvier 1946 : no.37452, page 761 ; à remarquer: le manque de détail sur la raison de la décoration)., War Medal 1939-1945, 1939-45 Star, France and Germany Star

### Monuments
À Losse (quartier de Lapeyrade) (Landes), une stèle honore le nom d'Yvonne Baseden parmi les sept agents amenés en France lors de cinq parachutages réalisés entre août 1943 et avril 1944 sur les terrains d'alentour :
- pour le réseau STATIONER : Maurice Southgate « Hector », chef du réseau, largué le 28 janvier 1944 à Lubbon (Landes) ;
- quatre agents pour le réseau WHEELWRIGHT de George Starr « Hilaire » :
  - Yvonne Cormeau « Annette », opérateur radio, parachutée le 22 août 1943 en Gironde, qui servit dans le Gers ;
  - Anne-Marie Walters « Colette », courrier, parachutée le 4 janvier 1944 à Créon-d'Armagnac ;
  - Claude Arnault, instructeur-saboteur, parachuté en même temps qu'Anne-Marie Walters ;
  - Denis Parsons « Pierrot », opérateur radio, parachuté le 12 avril 1944 à Ayzieu, ayant agi dans le Gers ;
- deux agents pour le réseau SCHOLAR, parachutés le 19 mars 1944 à Herré (Landes) :
  - Gonzague de Saint-Geniès « Lucien », chef de réseau ;
  - Yvonne Baseden « Odette », opérateur radio.

La stèle, érigée à l'initiative de l’amicale du réseau Hilaire-Buckmaster (c'est-à-dire du réseau WHEELWRIGHT), a été inaugurée le 23 mai 2002.
À Herré (Landes), le 22 avril 2018, a été inauguré un monument édifié sur la zone de saut, utilisée par Gonzague de Saint-Geniès et Yvonne Baseden. Ils ont sauté le 19 mars 1944 sur le terrain répondant au nom de code « ROULETTE ». La cérémonie a eu lieu sous la direction du commandant Dominique HENNERICK président de l’Union nationale des parachutistes cote Basque - Sud Landes, en présence des deux familles, de Monsieur Frédéric PERISSAT préfet des Landes, le Wing commander lieutenant-Colonel Sean ORR, de Monsieur de ANDREIS directeur de l’ONAC Office national des anciens combattants et victimes de guerre, du Délégué militaire des Landes, des maires des communes, des résistants et de très nombreux  parachutistes.

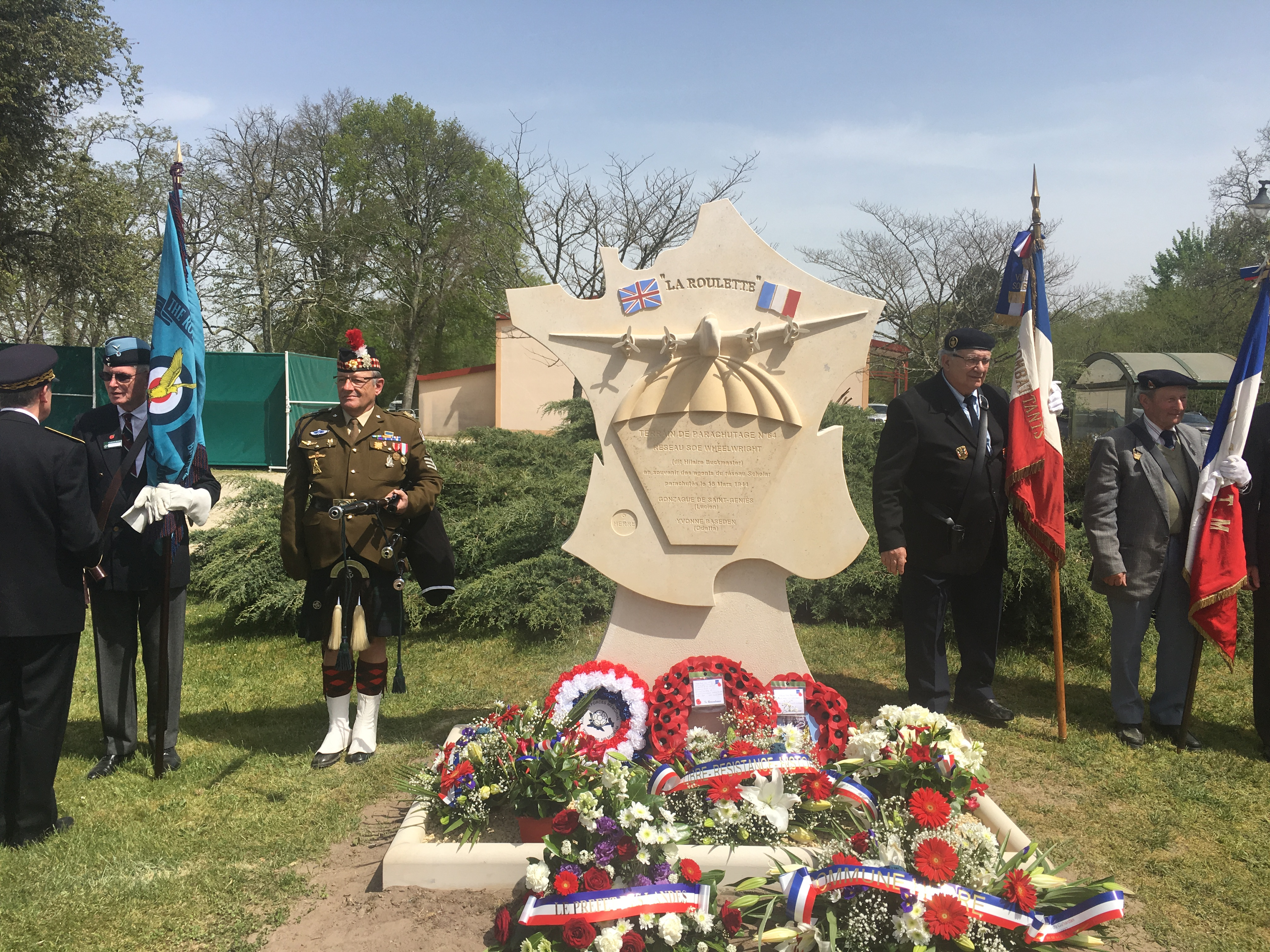
Inauguration de la Stèle à Herré (Landes) le 22 avril 2018.

## Identités
- État civil : Yvonne Jeanne Thérèse de Vibraye Baseden, épouse Bailey puis Burney.
- Comme agent du SOE
  - Nom de guerre (field name) : « Odette »
  - Nom de code opérationnel : BURSAR (en français ÉCONOME)
  - Nom de code du Plan, pour la centrale radio : TOGA
  - Faux papiers : établis au nom de Jeanne Bernier, sténo-dactylo.

Parcours militaire : SOE, section F ; grade : acting Flight Officer (capitaine) ; matricule WAAF : 4189.

## Famille
Pilote du Royal Flying Corps pendant la Grande Guerre, son père fait un atterrissage forcé près de la maison des Vibraye (famille anoblie en 1349 par Philippe VI de Valois) dont il épouse la fille, Antoinette (1894-1993).